# Joseph Owen
Joseph Owen (* 1720 in England; † 13. Mai 1790 in der Sträflingskolonie Australien) war 68 Jahre alt, als er am 28. Januar 1788 auf der Friendship, einem der 11 Schiffe der First Fleet, in der Sträflingskolonie ankam. Er war der älteste männliche Sträfling, der je in dieser englischen Kolonie ankam.
Über sein Leben ist wenig bekannt. Er war mit Mary Owen verheiratet.
Bereits bei seiner Ankunft war Joseph Owen nicht mehr in einem arbeitsfähigen Alter. Er starb in einer Zeit, als in der Kolonie eine große Hungersnot herrschte. Diese Hungersnot konnte erst nach der Ankunft des Schiffs Justinian am 20. Juni 1790 gemildert werden. Post mortem wurde festgestellt, dass Owen im Mai an Unterernährung verstorben war.